# Ботанический сад Оахаки
Этноботанический сад Оахаки (исп. Jardín etnobotánico de Oaxaca) — ботанический сад в городе Оахака-де-Хуарес (штат Оахака, Мексика). Сад был основан в 1993 году, его площадь — 2,3 га. Международный идентификационный код ботанического сада, а также аббревиатура его гербария — STDOM.
В этноботаническом саду Оахаки насчитывается около 7330 образцов охраняемых растений и около 1300 культурных видов, принадлежащих к 474 родам и 140 семействам.

## Галерея

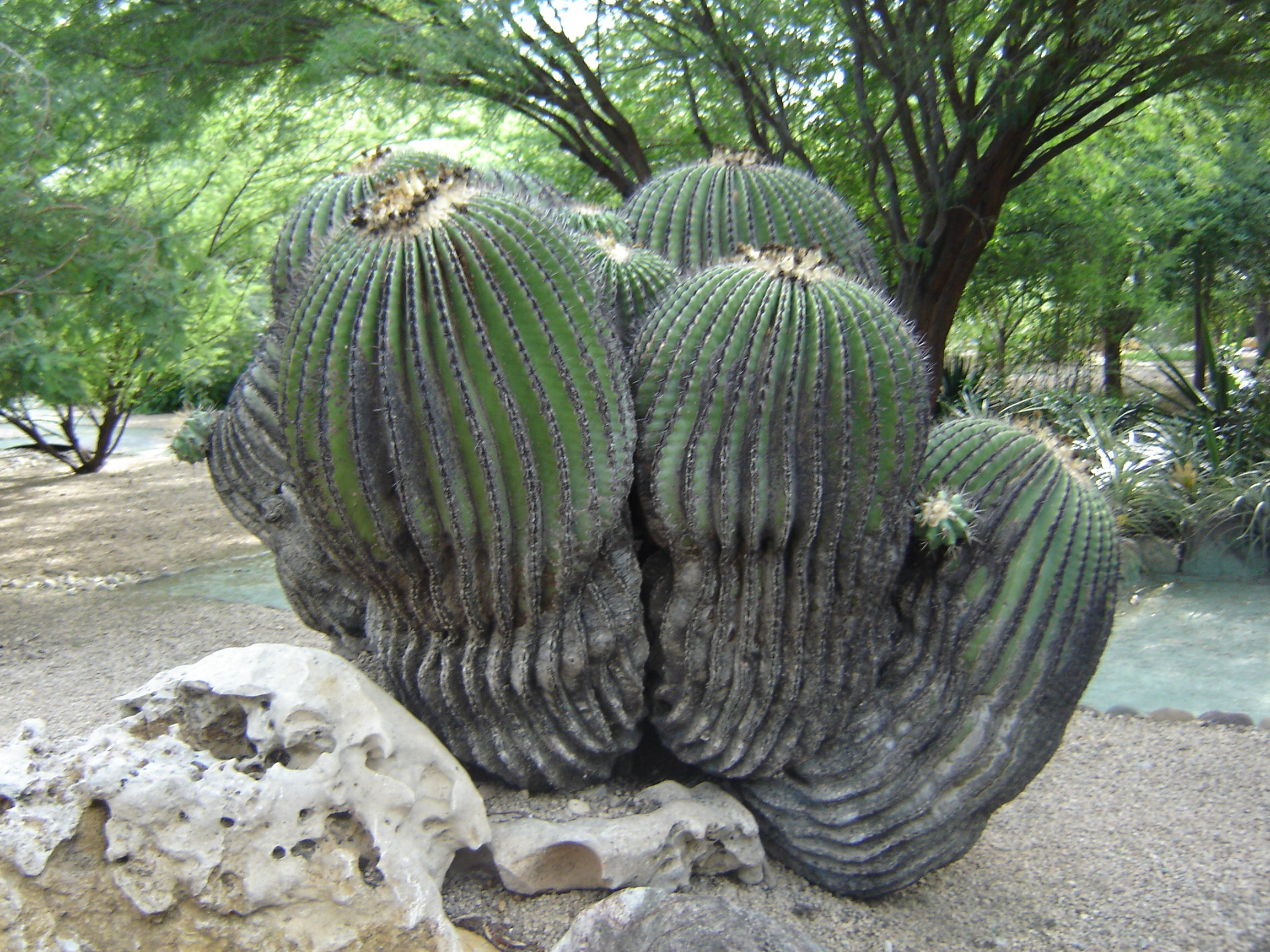
Кактусы
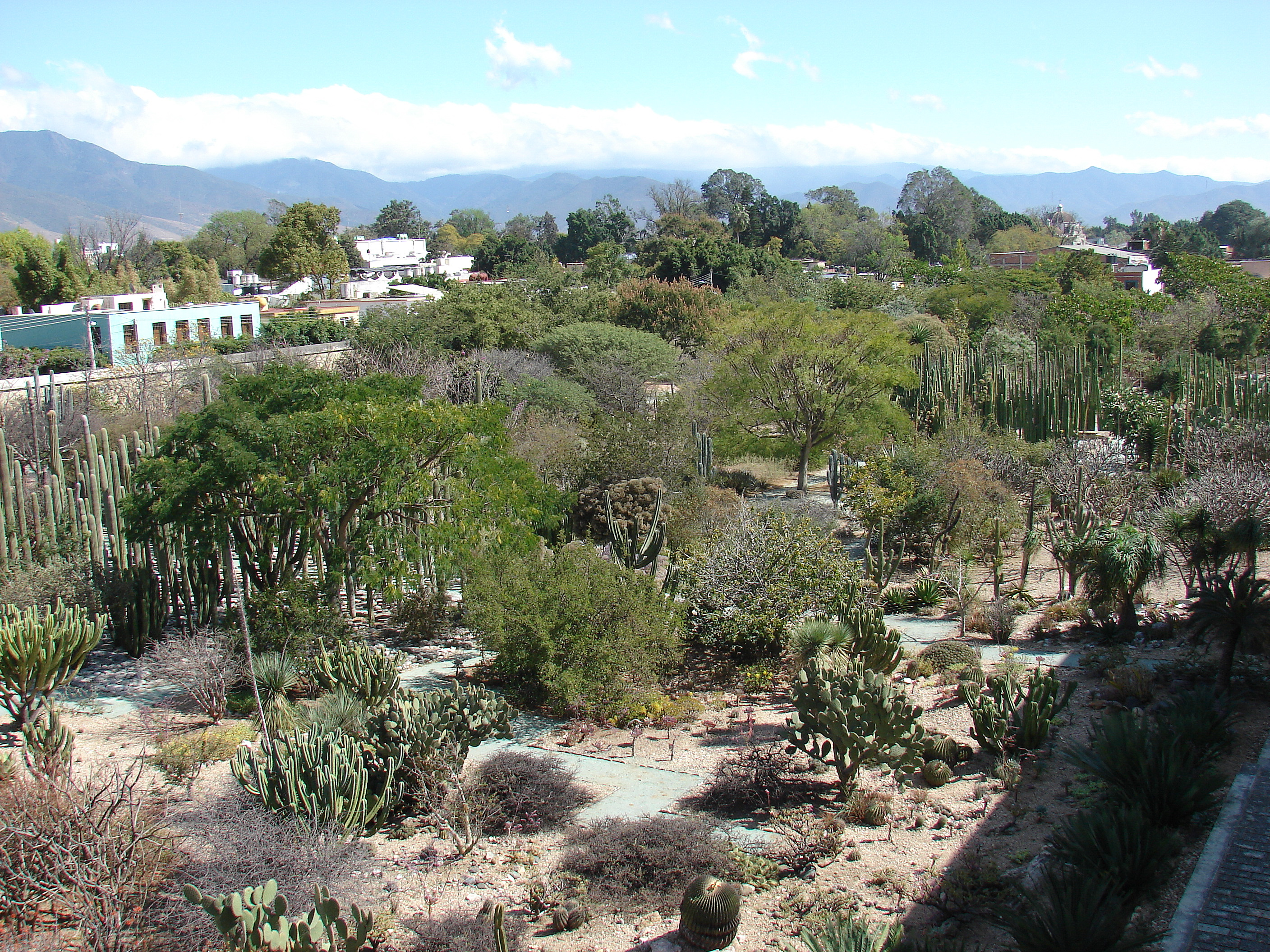
Этноботанический сад Оахаки расположен внутри бывшего монастыря Санто-Доминго
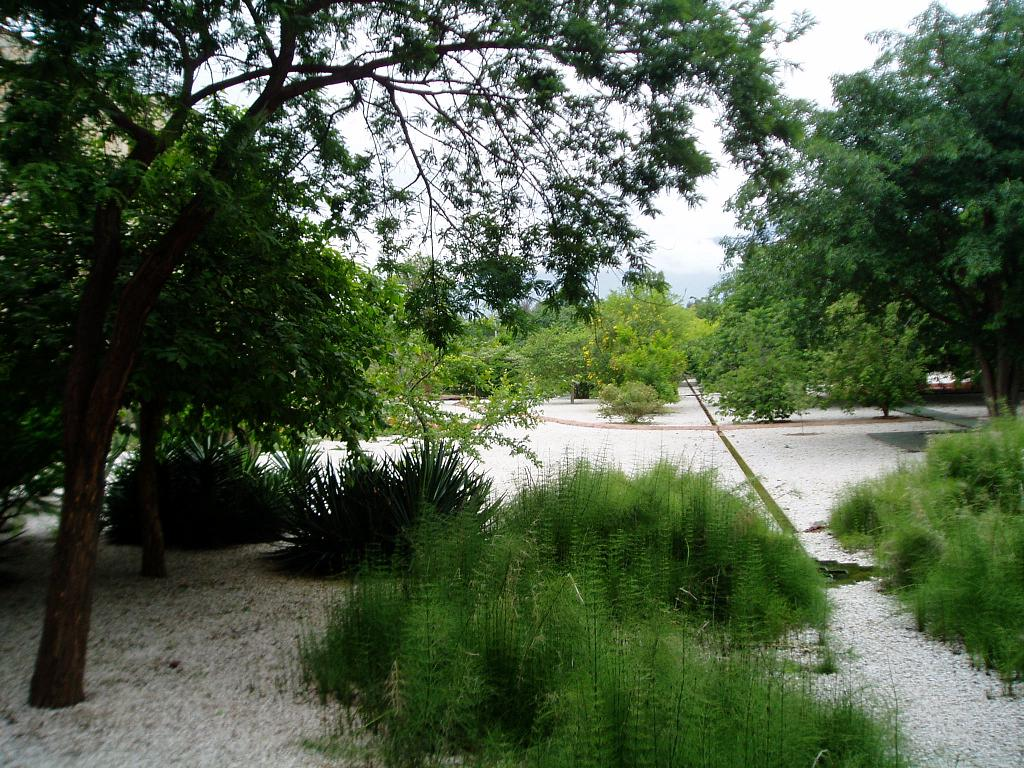
Вид с юга на сад